# Claude de Parcevaux
 (juillet 2025).
 (février 2024).
Si vous disposez d'ouvrages ou d'articles de référence ou si vous connaissez des sites web de qualité traitant du thème abordé ici, merci de compléter l'article en donnant les références utiles à sa vérifiabilité et en les liant à la section « Notes et références ».
Pour les articles homonymes, voir Parcevaux.
Claude-Marie de Parcevaux, seigneur de Kerarméar, né le 3 avril 1700 à Lesneven et mort le 14 février 1775 à Brest, est un officier de marine français du XVIIIe siècle. Il termine sa carrière avec le grade de chef d'escadre des armées navales.

## Biographie

### Origines et famille
Claude-Marie de Parcevaux descend de la famille de Parcevaux, une famille noble originaire de Bretagne. Les Parcevaux sont maintenus nobles d’extraction en Bretagne, par arrêt du 12 avril 1669. Claude-Marie de Parcevaux naît le 3 avril 1700, il est baptisé le 4 avril 1700 dans la paroisse de Lesneven (dans l'actuel département du Finistère). Il est le cinquième et dernier fils de Robert de Parcevaux (1664-1712), lieutenant de vaisseau, capitaine d'une compagnie franche d'infanterie de la Marine au département de Brest, et de sa femme Madeleine du Kergoët (1660-ap. 1700). Son père, Robert de Parcevaux meurt noyé, en 1712, sur Le Magnanime, au retour de la prise de Rio de Janeiro par Duguay-Trouin.

### Carrière dans la Marine royale
Il entre dans le Marine royale à l'âge de dix-huit ans. Il est garde de la Marine le 18 octobre 1718, puis enseigne de vaisseau en 1731, avant d'être promu lieutenant de vaisseau 1er mai 1741, au début de la guerre de Succession d'Autriche. Il est fait chevalier de Saint-Louis en 1747.
Il reçoit une commission de capitaine de vaisseau 17 mai 1751, avec prise d'effet en juin 1751. Il est fait chef d'escadre des armées navales le 16 septembre 1764 et commandeur de l'ordre royal et militaire de Saint-Louis.
Il meurt le 14 février 1775 à Brest, à l’âge de 74 ans. Il est inhumé le 15 février 1775 en l'église Saint-Louis de Brest.

## Mariages et descendance
Il épouse :
1/en premières noces, Marie-Magdeleine du Kergoët  de Tronjoly (1706-1758), fille d'Olivier-Gabriel de Kergoët, seigneur de Tronjoly en Cléder et de dame Françoise-Gabrielle de La Palue, sa cousine germaine, le 20 avril 1738, en la cathédrale Saint-Paul-Aurélien de Saint-Pol-de-Léon. De cette union sont issus :
- Anne Marie de Parcevaux (1739-1779), elle épouse Armand-François Cillart de Surville (1730-1801), officier de la Royale ;
- Gabriel Louis Claude Marie de Parcevaux (v. 1741-1741) ;
- Marie Josèphe de Parcevaux, dame de Penancoët (1745-1771), elle épouse Jean Le Bègue de Germiny (1727-1808), chef d'escadre des armées navales lui aussi ;
- Ambroise de Parcevaux, seigneur de Tronjoly (1747-1826), chevalier de Saint-Louis. Il sert aussi dans la Marine royale . Il est lieutenant de vaisseau du roi. Émigré en 1792, il participe à l'Expédition de Quiberon en 1795 et échappe au massacre où 750 royalistes émigrés et chouans sont condamnés à mort par les tribunaux révolutionnaires et sont fusillés par les troupes républicaines, en dépit des promesses de vie sauve du général Lazare Hoche.

2/en secondes noces, le 7 février 1763, à Brest, Guyonne Geneviève Anne de Carné, (SP).